# Rozières-sur-Crise
Rozières-sur-Crise ist eine französische Gemeinde mit 234 Einwohnern (Stand: 1. Januar 2022) im Département Aisne in der Region Hauts-de-France (frühere Region: Picardie). Sie gehört zum Arrondissement Soissons und zum Kanton Villers-Cotterêts.

## Geographie
Die Gemeinde Rozières-sur-Crise liegt am linken Ufer des Flüsschens Crise, das der Aisne zufließt, acht Kilometer südsüdöstlich von Soissons. Der Ortsteil Faubourg d’Écuiry und das Schloss von Écuiry liegen am rechten Ufer der Crise, ebenso der Weiler Mesmin. Nachbargemeinden von Rozières-sur-Crise sind Noyant-et-Aconin, Septmonts und Billy-sur-Aisne im Norden, Acy und Ambrief im Osten, Chacrise im Süden sowie Buzancy im Westen.

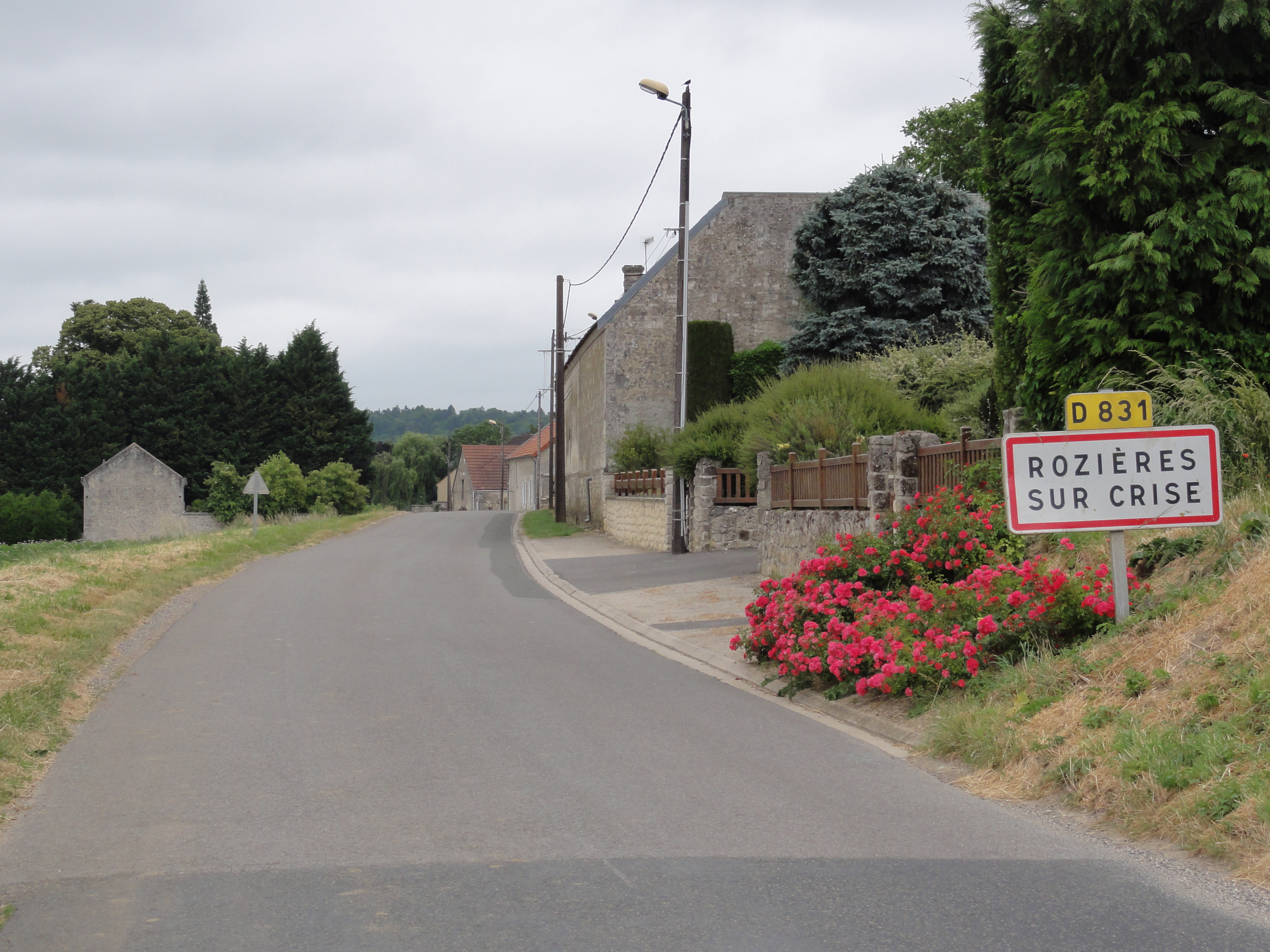
Ortseingang

## Bevölkerungsentwicklung
| Jahr                       | 1962 | 1968 | 1975 | 1982 | 1990 | 1999 | 2006 | 2012 | 2022 |
| Einwohner                  | 196  | 166  | 163  | 206  | 271  | 261  | 236  | 229  | 234  |
| Quellen: Cassini und INSEE |      |      |      |      |      |      |      |      |      |

## Sehenswürdigkeiten
- Schloss Château d'Écuiry aus dem Jahr 1695; der Garten ist im Generalinventar eingetragen (IA02001277)
- Schloss Rozières
- Kirche Saint-Martin
- Britische Soldatengräber auf dem Kirchenfriedhof

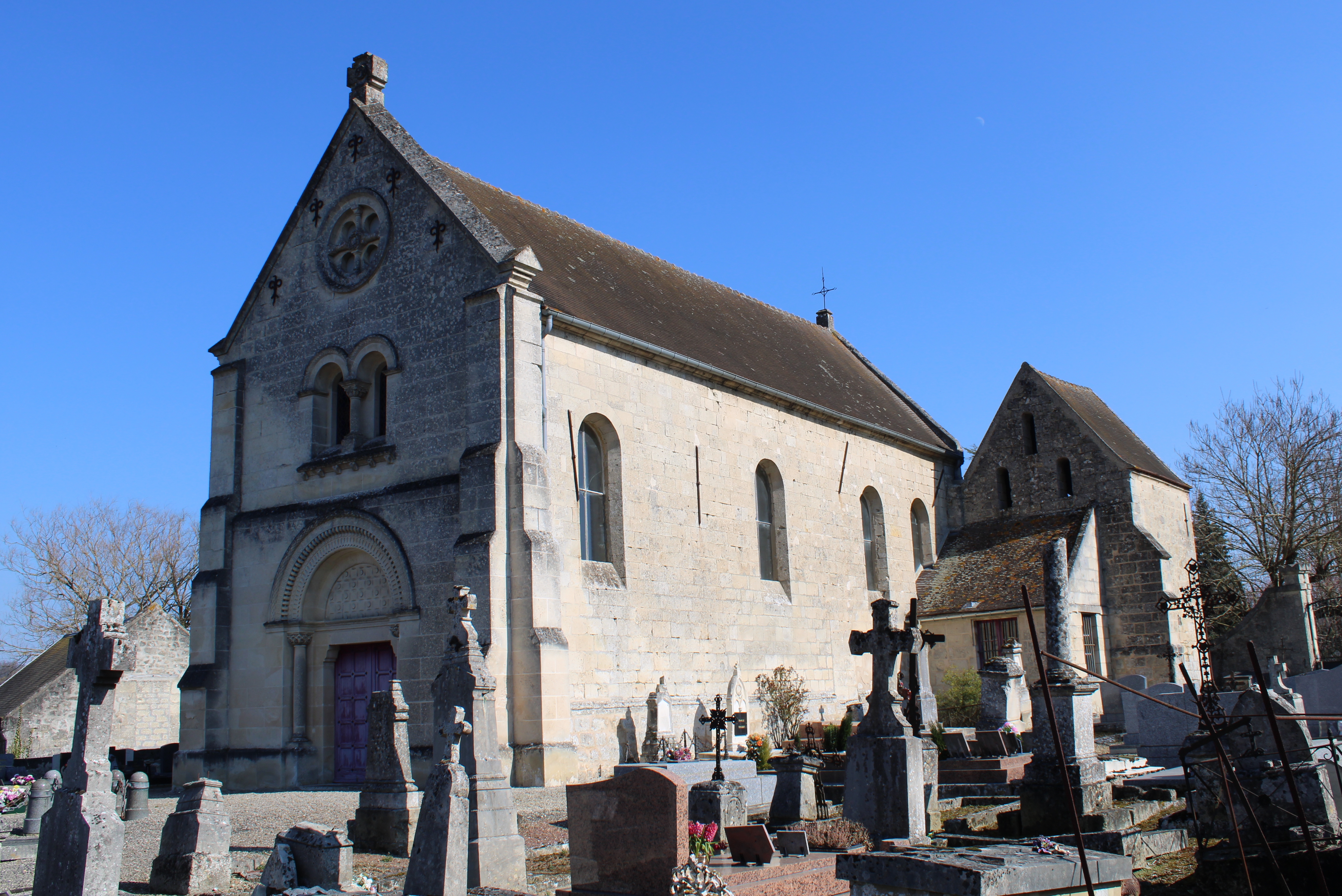
Kirche Saint-Martin
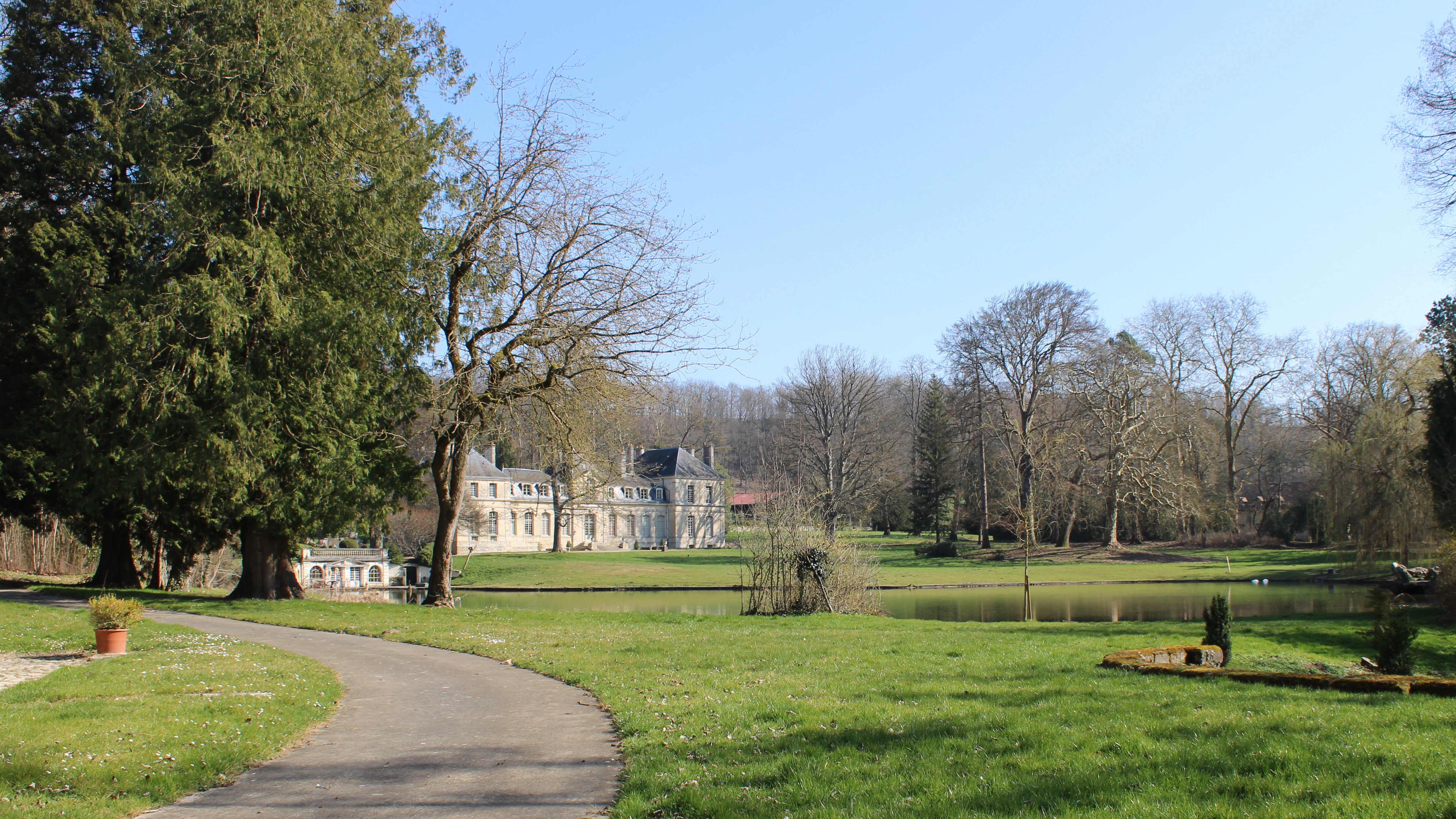
Schloss Rozières
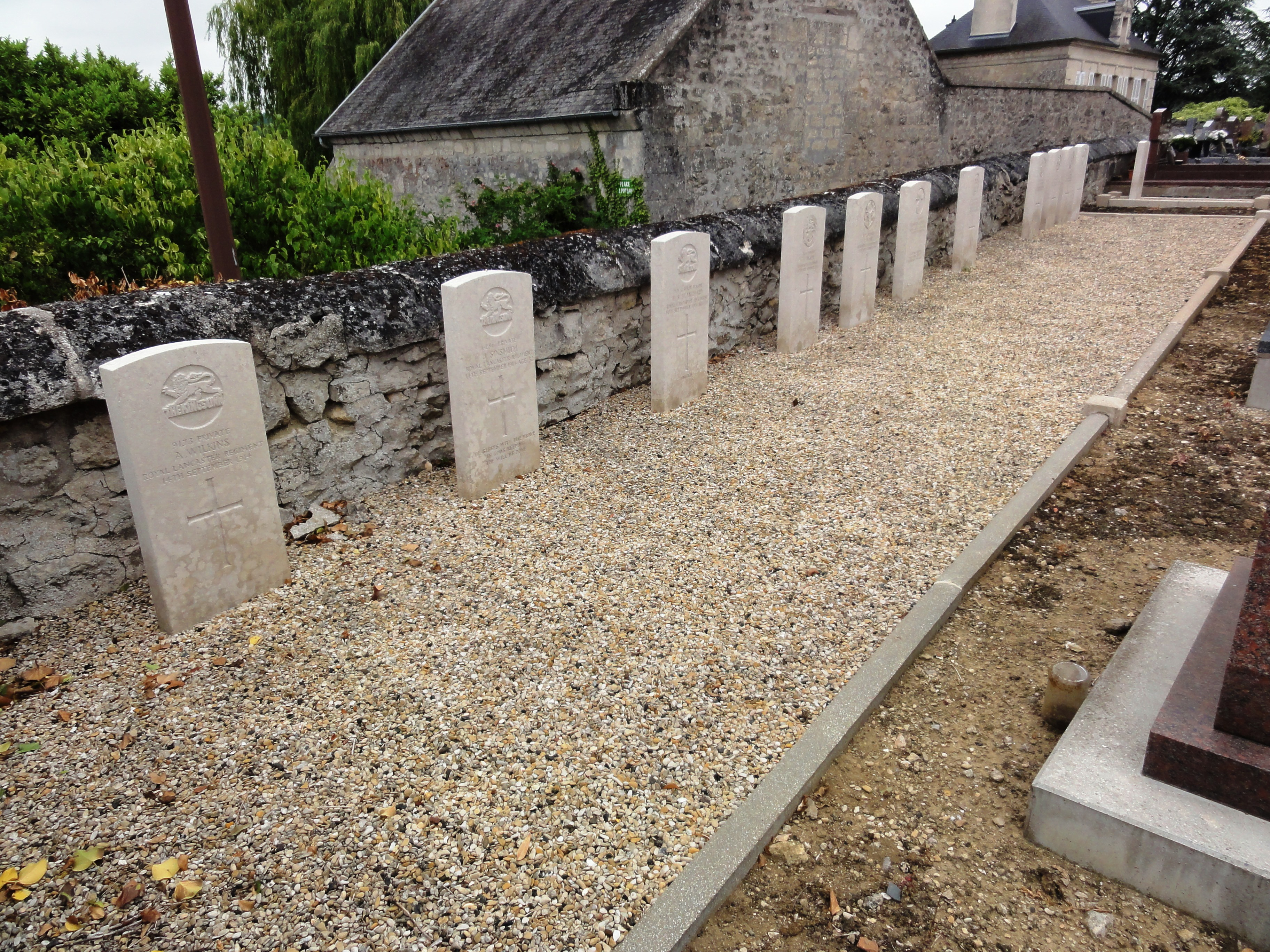
Britische Soldatengräber
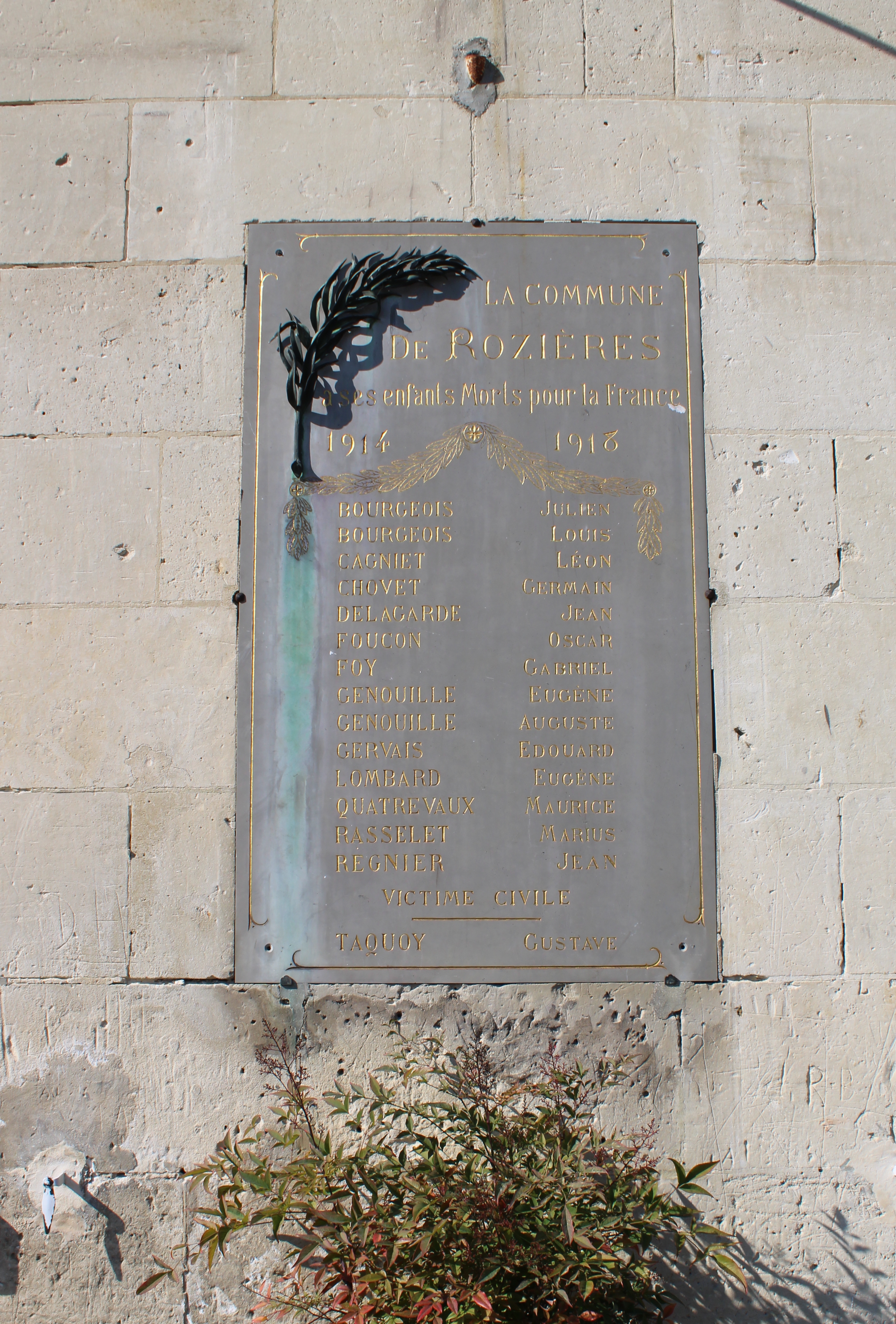
Gefallenendenkmal